# San Lucas Huarirapeo
San Lucas Huarirapeo es una localidad del estado mexicano de Michoacán. Es parte del municipio de Hidalgo.

## Toponimia
El nombre «San Lucas» hace referencia al santo patrono de la localidad: Lucas el Evangelista. El nombre «Huarirapeo» proviene de los términos en purépecha: uarini, morir; co, lugar. Su significado es «Lugar de combate» o «Lugar de muerte».

## Demografía
| Gráfica de evolución demográfica |
|                                  |

| Censo | Población |
| ----- | --------- |
| 1900  | 320       |
| 1910  | —         |
| 1921  | 323       |
| 1930  | 410       |
| 1940  | 367       |
| 1950  | 314       |
| 1960  | 419       |
| 1970  | 484       |
| 1980  | 629       |
| 1990  | 889       |
| 2000  | 1262      |
| 2010  | 1346      |
| 2020  | 1594      |